# Gilla Críst Ua Máel Eóin
Gilla Críst Ua Máel Eóin o Christian Malone (? - 1127) fue un historiador irlandés y abad de Clonmacnoise.

## Antecedentes familiares
Ó Maoil Eoin (hoy Malone) denota descendencia del nieto de una persona bautizada en honor de San Juan. Esta suposición fue introducida mucho tiempo después de la muerte de Maol Eoin, y fue ideada para demostrar una larga asociación con la Iglesia. Existen registros del uso de «maol» (calvo) en un nombre familiar unos 200 años antes del nacimiento de Maol Eoin. Maolrunaigh (Mulrooney) fue un antiguo nombre familiar que desapareció con el tiempo. 
Los Ó Maoil Eoin fueron erróneamente vinculados en parentesco con los Uí Briúin, basados en la frase: «Maoliosa {hijo de Tairrdelbach Ua Conchobair}, Obispo de Roscommon, quién tuvo un hijo llamado Maol Eoin... a quo O'Maoil Eoin, anglificado Malone». Sin embargo, la familia ya existía antes que Tairrdelbach naciera, por lo que el parentesco es equivocado, o una deliberada falsificación.
Parecían haber sido una familia eclesiástica o Erenagh nativa del área, sin vínculos a otras grandes casas reales.

### Abad
Gilla Críst es uno de los primeros miembros de la familia asociada con Clonmacnoise; quizás es el ancestro de todos los Ó Maoil Eoin. Una entrada en el Chronicon Scotorum sub anno 1124 lo vincula a Tairrdelbach Ua Conchobair: «El gran campanario de Cluaín moccu Nóis fue completado por Gilla Críst ua Maíleoin y Tairdelbach ua Conchobuir».
Dos años más tarde el mismo texto registraba que «Gilla Críst ua Maíleoin, abad de Cluaín moccu Nóis, la fuente de cordura y caridad, la cabeza de riqueza de Irlanda, descansó».

## Chronicon Scotorum
El Chronicon Scotorum es un estado de cuentas de asuntos irlandeses que termina de manera inconclusa con una entrada fechada en 1150. Se ha sindicado a Gilla Crist como su compilador; si ello realmente fue así, hasta cierto punto fue continuado tras su muerte. Actualmente, su rol en relación con el Chronicon es incierto.

## Personajes Ó Máel Eóin y Malone posteriores
Abades subsiguientes incluidos:
- Áed Ua Máel Eóin (fallecido en 1153)
- Tigernach Ua Máel Eóin (fallecido en 1172).

Obispos de Clonmacnoise posteriores:
- Cathal Ua Máel Eóin (fl. 1187 – 1207)
- Áed Ó Máel Eóin (I) (1214 – 1220)
- Áed Ó Máel Eóin (II) (1227 – 1236)
- 1461. El deán O'Malone, el hombre más educado en toda Irlanda, muerto en Cluain-muc-Nois-mic-Fidhaigh.

Ruaidhrí Ó Máel Eóin, canónigo de Tuam y Clonmacnoise, administró la diócesis de Clonmacnoise aproximadamente entre 1520 y 1540. Fue elevado a Obispo de Ardagh en 1517 y falleció en 1540.
Richard Ó Malone de Donore, Condado Westmeath, «disfrutó la distinción de ser el primer músico perdonado por la Reina Isabel, en 1565».